# طرخينيات
الطَّرْخِين أو السهنونيات (العقرب بالدارجة المغربية) نوعٌ من مجموعة صغيرة من السمك البحري، معروف جدًا بلسعته المؤلمة، يعيش في المياه الساحلية الأوربية ، والبحر الأسود ويكثر في البحر المتوسط ، ويوجد أحيانا بعيدًا في جنوب غربي إفريقيا.

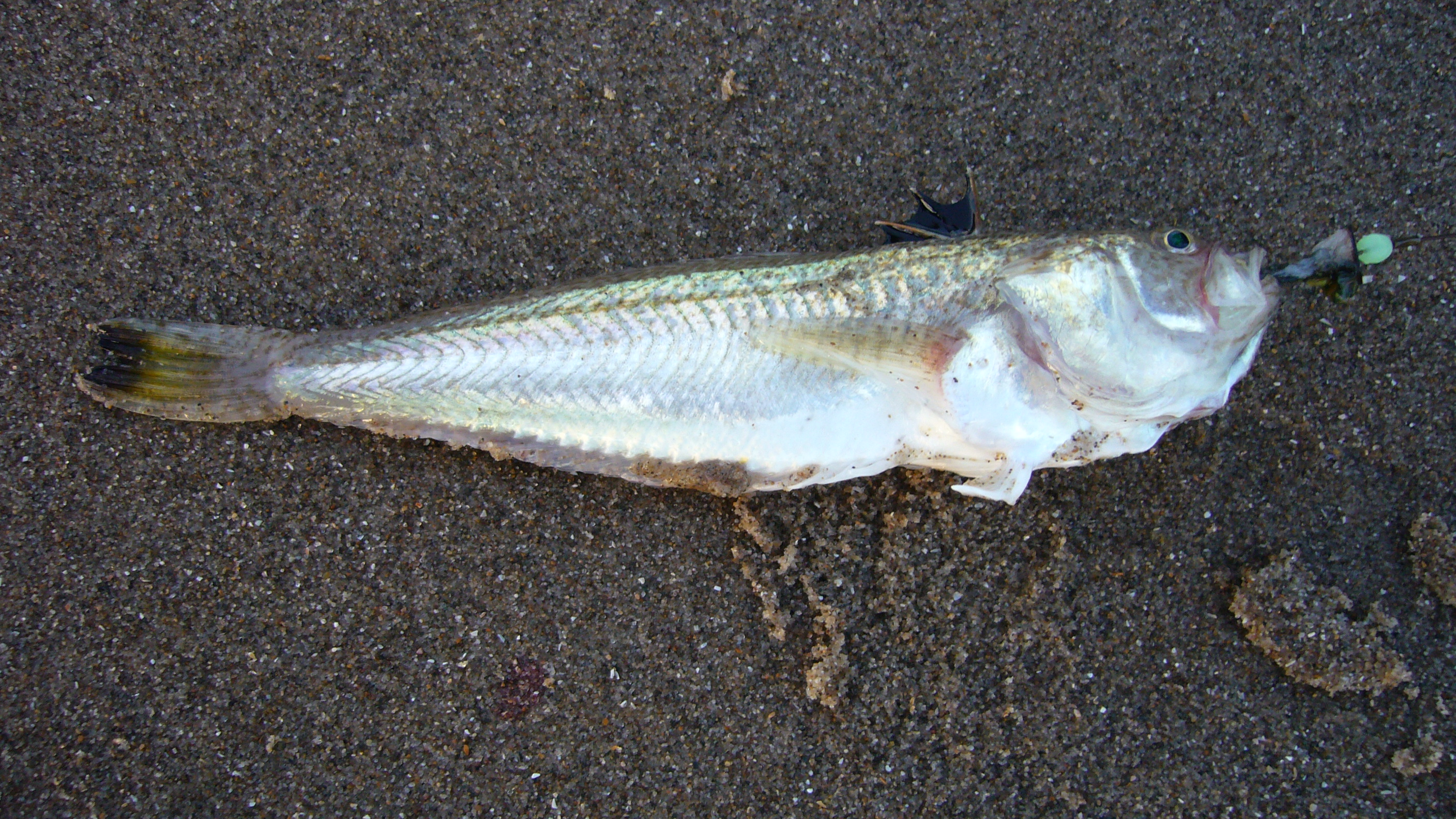
طرخين

وتعيش معظم أسماك الطرخين في المياه الضحلة. ورغم ذلك، يعيش الطرخين الكبير الموجود في البحر المتوسط فقط في مياه متوسطة العمق. ويبلغ طول أسماك الطرخين ما يقرب من 40 سم، وأجسامها مستطيلة. وأبرز صفاتها المميزة زعانفها الظهرية الشوكية المحتوية على نسيج رقيق ينتج السم. كما يوجد السم أيضًا في الأشواك على أغطية الخياشيم. وأحيانًا تلسع السمكة من يسبحون في الماء إذا وضعوا أقدامهم عليها. ويميل هذا النوع من الأسماك إلى الاستلقاء في الرمال ودفن نفسه بها بحيث لا يظهر منه إلا عينيه والزعنفة الشوكية فقط.

## السم والعلاج الفوري
الماء الساخن في درجة حرارة 45 درجة مئوية يهديء من الألم . ويمكن استعمال كمادات بالماء الساخن . يتسبب سم هذه السمكة في التهابات مؤلمة ولكنه ليس مميتا. بعض الناس ذوي الحساسية قد يشعرون بدوخة أو صداع وربما فقد الوعي ففي تلك الحالات يستعان بالطبيب.

## اقرأ أيضا
- سمك طائر
- سمكة الصندوق
- سمكة المبرد
- زنبق البحر